# ルイーズ・レニソン
ルイーズ・レニソン（Louise Rennison, 1951年11月19日 - 2016年2月29日）は、イギリス人児童文学作家、コメディアンである。
1951年、イギリスヨークシャー州リーズ生まれ。

## 主な作品

### Georgia Nicolsonシリーズ
1. en:Angus, Thongs and Full-Frontal Snogging（『ジョージアの青春日記 <1> キスはいかが？』） (1999)
2. en:It's OK, I'm Wearing Really Big Knickers(On the Bright Side, I'm Now the Girlfriend of a Sex God)（『ジョージアの青春日記 <2> 恋はミステリー』） (2001)
3. Knocked Out by my Nunga-Nungas（『ジョージアの青春日記 <3> 女はつらいよ』） (2002)
4. en:Dancing in my Nuddy-Pants（『ジョージアの青春日記 <4> 明日（あした）へジャンプ！』） (2003)
5. And That's When It Fell Off in My Hand(Away Laughing on a Fast Camel) (2004)
6. Then He Ate My Boy Entrancers (2005)
7. Startled by His Furry Shorts (2006)
8. en:Luuurve is a Many Trousered Thing(Love is a Many Trousered Thing) (2007)
9. en:Stop in the Name of Pants! (2008)
10. Are These My Basoomas I See Before Me? (2009)

### その他のGeorgia Nicolsonシリーズ
- Fabbity-Fab Journal (2007)
- Let The Snog Fest Begin (2007)
- Georgia's Book of Wisdomosity (2008)
- Georgia Nicolson's Little Pink Book (2009)
- Luuurve and Other Ramblings (2009)

## 日本語訳された作品
- 『ジョージアの青春日記 <1> キスはいかが？』田中奈津子訳、黒川佳久画、講談社、2001年
- 『ジョージアの青春日記 <2> 恋はミステリー』田中奈津子訳、黒川佳久画、講談社、2002年
- 『ジョージアの青春日記 <3> 女はつらいよ』田中奈津子訳、黒川佳久画、講談社、2002年
- 『ジョージアの青春日記 <4> 明日（あした）へジャンプ！』田中奈津子訳、黒川佳久画、講談社、2003年
- 『ゴーゴー・ジョージア <1> 運命の恋のはじまり！？』尾高薫訳、理論社、2009年
- 『ゴーゴー・ジョージア <2> 男の子ってわかんない！！』尾高薫訳、理論社、2009年